# محمد أحمد سعيد العيده
محمد أحمد سعيد العيده هو مواطن يمني اعتقل في معتقل غوانتانامو الأمريكي في كوبا لمدة أربعة سنوات ونصف. رقم الاعتقال التسلسلي له هو 33، ولد في عام 1962 في حي الترباوي في تعز باليمن.
 تم نقله إلى الإمارات العربية المتحدة مع أربعة معتقلين آخرين في 15 أغسطس 2016.

## وصلات خارجية
- من هم السجناء المتبقين في غوانتانامو؟ الجزء الخامس: اعتقل في باكستان، أندي ورثينجتون، 29 سبتمبر 2010
- حقوق الإنسان أولا؛ المثول أمام المحاكم الاتحادية أثبت قدرته على التعامل مع حالات غوانتانامو (2010)[وصلة مكسورة]
- ما الذي يتطلبه الخروج من غوانتانامو في عصر أوباما؟، أندي ورثينجتون 14 ديسمبر 2009.